# Llantwit Major
Llantwit Major (walisisch Llanilltud Fawr) ist eine Kleinstadt mit dem Status einer Community im Vale of Glamorgan im Süden von Wales. 2019 hatte sie 10.762 Einwohner. Das Gemeindegebiet umfasst 35 km².

## Name
Der walisische Name „Llanilltud Fawr“ bedeutet „Illtud’s große Kirche“. Der Ortsnamensbestandteil „llan“ bezeichnet ursprünglich eher den eingefriedeten Bereich um eine Kirche und – davon abgeleitet – die dort lebende geistliche Gemeinschaft als eine Kirche als Bauwerk (walisisch: eglwys). Der Zusatz „Fawr“ (groß) unterscheidet diesen Ort von anderen Orten namens Llantwit in Wales (Llantwit Fardre bei Pontypridd und Llantwit Minor bei Neath).

## Geographie und Ortslage
Llantwit Major liegt im fruchtbaren Vale of Glamorgan, an der Nordküste des Bristol Channel. Zu Llantwit Major gehört auch der östlich davon gelegene Weiler Boverton, der durch die Bebauung der Fläche dazwischen mit Llantwit Major zusammenwuchs. Die Nachbarstädte sind Cowbridge (7 km nordöstlich), Bridgend (14 km nordwestlich) und Barry (16 km nordwestlich). Bis zur walisischen Hauptstadt Cardiff sind es 24 km.
Ein kleines Flüsschen, der Ogney Brook, verläuft westlich des Ortskerns von Norden nach Süden. Am Südende von Llantwit fließt er mit dem von Osten, von Boverton, kommenden Hoddnant zusammen. Aus beiden Quellflüssen wird der Colhugh (auch Colhuw geschrieben, walisisch: Afon Col-huw). Er fließt nach Südwesten durch das die Küstenebene unterbrechende glaziale Colhugh-Tal (walisisch: Cwm Col-huw), heute ein Naturschutzgebiet. Nach nur 2 km mündet der Colhugh in die Colhugh-Bucht des Bristol Channel. Das Colhugh-Tal ist eine der wenigen Öffnungen in den ansonsten bis zu 30 m hohen Klippen der Küste bei Llantwit Major. Bis zum Ende des 16. Jahrhunderts bestand dort eine Anlegestelle für Schiffe.
Das Zusammenspiel dieser natürlichen Gegebenheiten – fruchtbares Ackerland, stete Wasserversorgung durch den Ogney Brook und ein den Handel begünstigender Zugang vom Meer her durch das Colhugh-Tal – bewirkte, dass die Ortslage schon früh besiedelt wurde.

## Geschichte

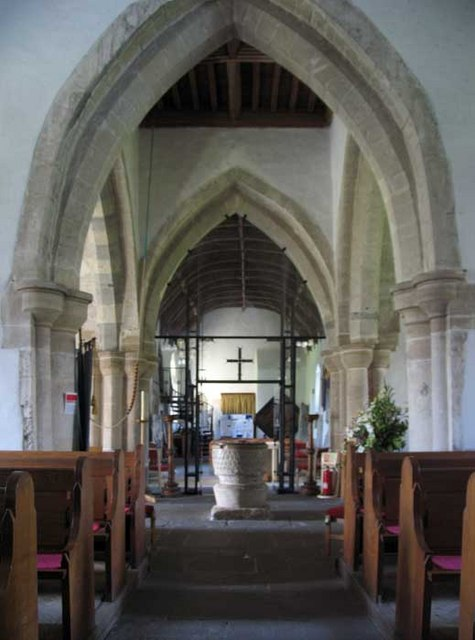
„westliche Kirche“, Llantwit Major

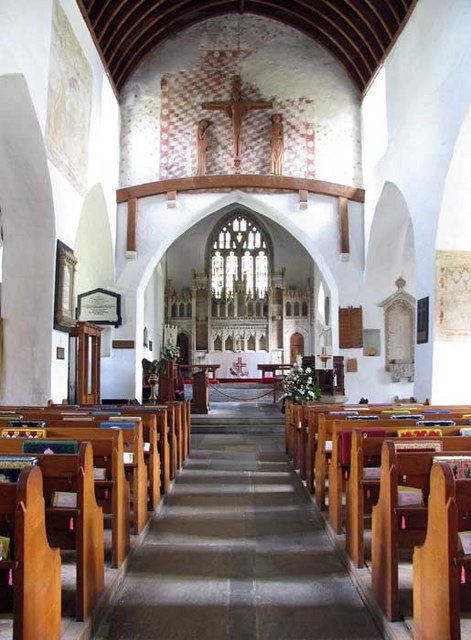
„östliche Kirche“, Llantwit Major

Die ältesten Siedlungsspuren in der Gegend von Llantwit Major sind ins 4. Jahrtausend v. Chr. zu datieren. In der römischen Zeit stand in Caer Mead, einem Flurstück 1,2 km nordnordwestlich der Ortsmitte von Llantwit, eine große römische Villa, deren Überreste 1888 von John Storrie, dem Kurator des Cardiff Museum, entdeckt und ausgegraben wurden. Sie bestand, wie reiche Münzfunde belegen, bis in die Mitte des 4. Jahrhunderts n. Chr.

### Der hl. Illtyd und sein Kloster
Illtyd war einer der Mönche, die maßgeblich dazu betrugen, dass das Christentum in Wales den Niedergang der römischen Kultur überdauerte. Seine Herkunft ist nicht gewiss (einer Überlieferung zufolge kam er aus der Bretagne), sein Geburts- und Todesjahr sind nicht bekannt. Er lebte vermutlich am Ende des 5. und Anfang des 6. Jahrhunderts. Der um 610 verfassten Vita Sancti Samsonis zufolge war er „der gelehrteste aller Briten in der Kenntnis der heiligen Schrift … und aller Zweige der Philosophie“. Nahe der Kirche, die heute seinen Namen trägt, gründete er ein Kloster und eine Schule. Seine Persönlichkeit und seine Weisheit zogen zahlreiche Schüler an, darunter, so frühmittelalterliche bretonische Quellen, Samson von Dol, Tugdual, Gildas und Paulus Aurelianus. Unter seinen Nachfolgern entwickelte sich die Lern- und Gebetsgemeinschaft Llanilltyd, auf die der Name ihres Gründers übergegangen war, zu einem der bedeutendsten Zentren christlicher Bildung auf der britischen Insel. Neben Old Sarum und Glastonbury war Llanilltyd eines der drei Klöster, in dem die laus perennis, der unablässige Lobpreis, gefeiert wurde. In Llanilltyd bildete sich ein Clas, eine Frühform eines Kapitels, geleitet von einem Abt, dem Mönche und Weltpriester angehörten, darunter verheiratete Priester.

### Hoch- und Spätmittelalter
Um 1090 eroberten die Normannen, geführt von Robert Fitzhamon, Glamorgan. Robert Fitzhamon machte sich zum „Lord of Glamorgan“ und nahm Llanilltyd als den wertvollsten und ertragreichsten Wirtschaftsverband in Glamorgan in seinen eigenen Besitz. Nachdem er die Abtei Tewkesbury gegründet hatte, übertrug Fitzhamon 1107 das Kloster Llanilltyd dieser Abtei. Der Clas wurde zu einem Kollegiatstift, dessen Vorsteher der Abt von Tewkesbury einsetzte. Die Schule bestand fort, hatte jedoch nicht mehr die einstige Bedeutung, da sie von den jungen Universitäten (Cambridge, Oxford) als Lernzentren neuen Typs überflügelt worden war.
Auch die dem Clas Llanilltyd gehörenden Ländereien, gut 500 Acre, wurden der Abtei Tewkesbury übereignet und in eine Grundherrschaft (manor) umgewandelt. Schon am Ende des Mittelalters waren die meisten Namen in den Landbesitz betreffenden Dokumenten, darunter Urbare, englisch, eine Folge des Zuzugs von Siedlern aus England. Daraus lässt sich schließen, dass das Walisische nicht mehr die vorherrschende Sprache war. Aus dem Kloster Llanilltyd entwickelte sich das Dorf Llantwit Major.

### Neuzeit
1509 brachte sich Heinrich VIII. in den Besitz des Klosters Llanilltyd. Im Zuge der Auflösung der englischen Klöster wurde es 1539 – wie auch Tewkesbury – aufgehoben. Die Grundherrschaft wurde aufgeteilt, die Gewanne wurden verpachtet oder verkauft, damit endete die Dreifelderwirtschaft. Der Großteil der Ländereien gelangte an die auf St Donat’s Castle ansässige Familie Stradling.
Im 19. Jahrhundert wurde Llantwit Major „wiederentdeckt“: durch Historiker, die die Geschichte des Klosters und seiner Schule erforschten, und durch eine wachsende Zahl von Touristen, die das mittelalterlich-frühneuzeitliche Ensemble von Kirche und Dorf anzog, „Zeugen einer vergangenen Ära“. Die Bevölkerung wuchs, bei der Volkszählung 1851 waren es bereits 1072 Einwohner, die allermeisten Landarbeiter, dazu viele Bauern und viele Handwerker. Es war eine Klassengesellschaft, in der die „großen“ landbesitzenden Familien (Nicholl, Carnes, Seys, Wilkins, Redwood) dominierten. Sie bauten sich stattliche Häuser; die Landarbeiter lebten in strohgedeckten Häuschen und Hütten. Der gesellschaftliche Abstand übertrug sich auch in die Religion: Die Ober- und Mittelschicht war anglikanisch, viele „einfache Leute“ wandten sich den nichtkonformistischen Kirchen zu. Von 1800 bis 1850 wurden im kleinen Llantwit fünf Kapellen verschiedener Denominationen gebaut. Eine katholische Gemeinde besteht seit 1921.
1897 wurde die Vale of Glamorgan Railway von Barry nach Bridgend fertiggestellt, Llantwit erhielt einen Bahnhof und – in gewissem Sinne – damit Anschluss an die Moderne.
Im Ersten und im Zweiten Weltkrieg wurde ein Teil der Wiesen im Colhugh-Tal für „Sieges-Gärten“ umgegraben. Solche „Victory gardens“ wurden angelegt, um die Lebensmittelrationen durch selbstgezogenes Gemüse zu ergänzen. 1938 wurde zwischen Llantwit Major und dem östlichen Nachbardorf St Athan der Flugplatz RAF St Athan angelegt, heute MOD St Athan.

## Politik
Dem Stadtrat gehören 15 „councillors“ an. Bei der Kommunalwahl am 4. Mai 2017 gewann die Wählervereinigung „Llantwit First Independents“ 12 der 15 Sitze. Bürgermeisterin ist seither Jayne Norman. Bei der Kommunalwahl am 5. Mai 2022 gewann die Wählervereinigung „Llantwit First Independents“ alle 14 Sitze im Stadtrat.

## Wirtschaft
In Llantwit Major gibt es kaum Betriebe des verarbeitenden Gewerbes. Die meisten Berufstätigen pendeln nach Cardiff, Barry oder Bridgend. Örtliche Arbeitsplätze gibt es im Dienstleistungsbereich, vor allem im Handel und in der Gastronomie, dazu einige landwirtschaftliche Betriebe.

## Bildung
In Llantwit bestehen vier Grundschulen und eine weiterführende Schule, die Llanilltud Fawr Comprehensive School.

## Verkehr
Eine Landstraße (B road), die B4268, verbindet Llantwit mit Bridgend im Nordwesten und Barry im Osten. Eine weitere B road führt zur nördlich von Llantwit verlaufenden A48.
1964 hatte die Vale of Glamorgan Railway den Personenverkehr eingestellt. Im Juni 2005 wurde er wieder aufgenommen.

## Sehenswürdigkeiten
- St Illtyd’s Church: Illtyd und seine Mönche hatten eine Kirche aus Holz gebaut, die im Laufe der Jahrhunderte umgebaut und erweitert wurde.[29] Bald nach der normannischen Eroberung wurde sie durch eine große Kirche in Kreuzform aus Stein ersetzt. Deren Querschiff und Chor wurden Ende des 13. Jahrhunderts niedergelegt, um einer zweiten Kirche Platz zu machen, die fortan als „östliche“ oder „neue“ Kirche bezeichnet wurde, zur Unterscheidung von der „westlichen“ oder „alten“ Kirche. So entstand eine Doppelkirche, bei der die „westliche Kirche“ als Pfarrkirche diente und die „östliche Kirche“ als Kirche der Kanoniker. Von kunstgeschichtlicher Bedeutung sind die um 1400 entstandenen Wandmalereien, die unter anderem den hl. Christophorus und Maria Magdalena darstellen.[30]
- Galilee Chapel: Eine im 13. Jahrhundert westlich an die „westliche Kirche“ angebaute Kapelle, die seit dem 15. Jahrhundert den Kanonikern übereignet wurde und verfiel, nachdem die Kollegiatstifte im Zuge der Reformation aufgelöst wurden, wurde 2012/2013 wiederhergestellt und als Besucherzentrum eingerichtet, das die Geschichte der Gründung des hl. Illtyd schildert.[31] Dort ist seither der einzigartige Bestand der keltischen Steinkreuze und Gedenksteine aus dem 8. bis 10. Jahrhundert zu sehen, die zuvor in der „westlichen Kirche“ behelfsmäßig abgestellt waren.

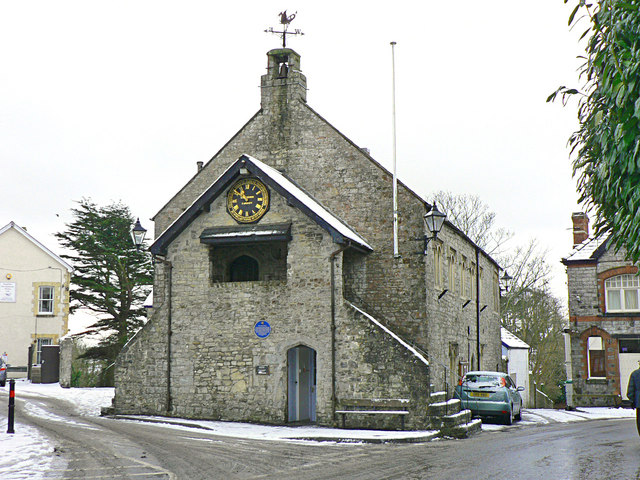
Town Hall, Llantwit Major

- Town Hall: Ungeachtet seines Namens war dieses Gebäude in der Ortsmitte nie ein Rathaus (da Llantwit Major kein Stadtrecht genoss), sondern diente im Laufe der Jahrhunderte als Rentei der Grundherrschaften Llantwit und Boverton, als Marktstätte, als Gerichtshaus, als Zunfthaus, später auch als Schule, Gefängnis und Schlachthaus. Ab 1894 tagte dort der Gemeinderat, heute wird es vor allem für Kulturveranstaltungen genutzt. Die ältesten Teile des Gebäudes gehen ins 13. Jahrhundert zurück, der Großteil des heutigen Baus wurde von 1485 bis 1495 errichtet.

## Freizeit
Eine Attraktion ist der cliff path oben auf den Klippen, der von Newton Point bei Porthcawl im Westen bis Gileston bei Aberthaw im Osten verläuft, mit einem weiten Blick über den Bristol Channel. Kleine Strände gibt es an Colhugh Bay und, weiter westlich, an der Tresilian Bay. Colhugh Beach ist ein Surfspot.

## Sport
1889 wurde der Llantwit Major Rugby Football Club gegründet. Seine 1. Mannschaft spielte in der Saison 2019/20 in der dritthöchsten Amateur-Liga (League 3, Staffel East Central B), deren Meisterschaft sie gewann.
Der Fußballverein Llantwit Major F.C. wurde 1962 gegründet. Seine 1. Mannschaft spielt in der Saison 2020/21 in der Cymru South-Liga, der zweithöchsten Liga in Wales.

## Persönlichkeiten
- Glyn Daniel (1914–1986), Archäologe, wuchs in Llantwit Major auf.